# Yatomi
Yatomi (弥富市, Yatomi-shi) est une ville située dans la préfecture d'Aichi, sur l'île de Honshū, au Japon.

## Géographie

### Situation
Yatomi est située dans l'ouest de la préfecture d'Aichi, au bord de la baie de Mikawa, au Japon.

### Démographie
Au 1er juin 2018, la population de Yatomi était de 44 363 habitants pour une superficie de 48,92 km2.

## Histoire
La ville moderne de Yatomi a été créée le 1er avril 2006, par la fusion du bourg de Yatomi et du village de Jūshiyama (district d'Ama).

## Transports
La ville est desservie par la ligne principale Kansai de la JR Central, la ligne Nagoya de la Kintetsu et la ligne Bisai de la Meitetsu. Les principales gares sont celles de Yatomi et Kintetsu-Yatomi.